# Ed McGivern

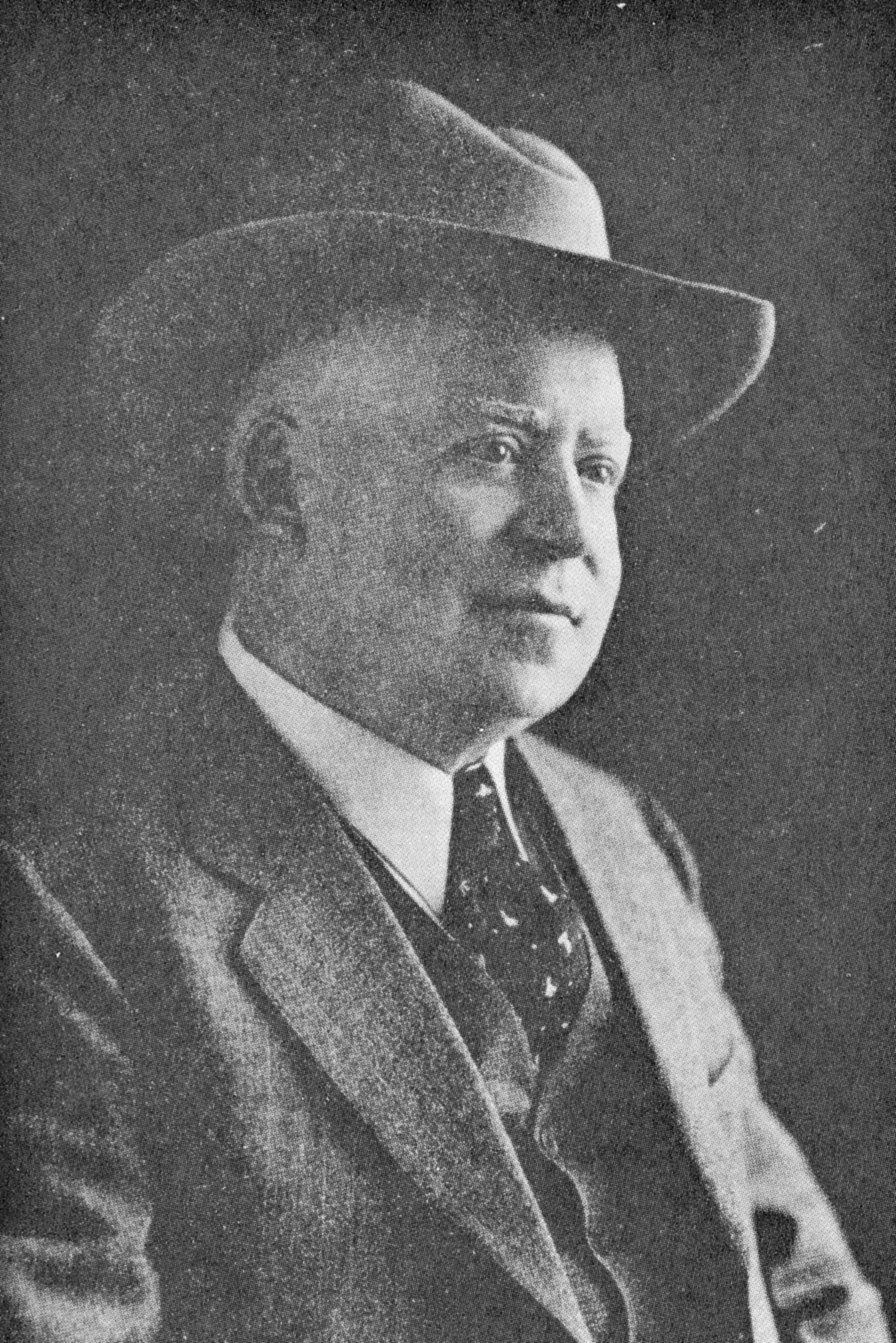
Ed McGivern

Edward „Ed“ McGivern (* 20. Oktober 1874 in Omaha, Nebraska; † 12. Dezember 1957 in Butte, Montana) war ein berühmter US-amerikanischer Revolver-Kunstschütze, Schießausbilder und Autor des Buches Fast and Fancy Revolver Shooting (zu deutsch: „Schnelles und kunstvolles Revolverschießen“).

## Leben
Ed McGivern wurde am 20. Oktober 1874 in Omaha, Nebraska als Sohn irischer Immigranten geboren. 1904 ging er nach Lewistown, Montana.

## Buch
Das Buch Fast and Fancy Revolver Shooting, Erstveröffentlichung 1938, ist ein Nachschlagewerk für Kurzwaffenschützen. Er beschreibt darin seine Erfahrung, angefangen bei seinen ersten Experimenten mit Single-Action-Revolvern, seine Karriere im Schauschießen, seine Zeit als Polizeiausbilder und seine Experimente im Long Range Shooting.

## Schauschießen
Ed McGivern ist bekannt als einer der besten Schützen, die je gelebt haben. Sein Guinness-Weltrekord für die beste Schnellfeuerleistung (aufgestellt am 20. August 1932) ist bis heute ungebrochen. Er schoss dabei zweimal je fünf Schuss aus 4,5 m Entfernung in 0,45 Sekunden, welche durch eine halbe Dollarmünze abgedeckt werden konnten.
Um einige weitere Rekorde zu nennen:
- Er konnte sechs gleichzeitig geworfene Tontauben in der Luft treffen, bevor sie auf den Boden kamen.
- Er konnte eine sechs Meter hoch geworfene Blechdose in der Luft sechsmal treffen, bevor sie den Boden erreichte.
- Er konnte einen Nagel ins Holz treiben, indem er auf den Nagelkopf schoss.
- Er konnte die Mitte aus Spielkarten herausschießen oder diese auch mit einem Schuss durch die Kante der Karte teilen.
- Er konnte eine 10-Cent-Münze während des Fluges treffen.

Die von ihm favorisierte Waffe ist ein Smith & Wesson-M&P-Double-Action-Revolver.
Der Wettkampfschütze Jerry Miculek hat einige von McGiverns langjährigen Rekorden gebrochen, darunter auch den Rekord für 60 Schuss aus zehn Revolvern.
Die Gelenkkrankheit Arthritis beendete McGiverns Karriere. Er starb am 12. Dezember 1957.

## Long Range Shooting
McGivern forschte zusammen mit seinem Freund Elmer Keith auf dem Gebiet der Geschossleistung in der Anfangszeit der Magnum-Revolver. McGivern demonstrierte, dass mit Hilfe von Zielfernrohren die .357 Magnum für Entfernungen bis zu 550 m genutzt werden kann. McGivern probierte dazu verschiedene Typen von offenen Visierungen und Zielfernrohren.